# Onjon
Onjon é uma comuna francesa na região administrativa de Grande Leste, no departamento de Aube. Estende-se por uma área de 22,31 km². Em 2010 a comuna tinha 260 habitantes (densidade: 11,7 hab./km²).